# Bronte Halligan
Bronte Halligan (Sydney, 12 de agosto de 1996) é uma jogadora de polo aquático australiana.

## Carreira
Halligan formou-se em psicologia pela Universidade da Califórnia em Los Angeles, em 2021, onde também atuou no time esportivo. Em seguida, jogou pelo AS Orizzonte Catania; com este clube conquistou o campeonato italiano em 2022 e 2023.
Halligan foi um membro do esquadrão Australian Stingrays que competiu nas Olimpíadas de Tóquio 2020. Ao terminar em segundo em seu grupo, os Aussie Stingers passaram para as quartas de final. Eles foram derrotados por 8-9 pela Rússia e, portanto, não competiram por uma medalha olímpica. Nos Jogos Olímpicos de Verão de 2024, em Paris, conquistou a medalha de prata no torneio feminino do polo aquático, após confronto na final contra a equipe espanhola.